# Avancerade förarassistanssystem
Avancerade förarassistanssystem (ADAS), även avancerade förarstödsystem, är elektroniska system som hjälper fordonsföraren under körning eller under parkering. När de är utformade med ett säkert gränssnitt mellan människor och maskiner är de avsedda att öka bilsäkerheten och mer generellt trafiksäkerhet. ADAS-system använder elektronisk teknik såsom mikrokontroller (MCU), elektroniska styrenheter (ECU),  och effekthalvledare.